# Перейра да Силва, Адриано
Адриа́но Пере́йра да Си́лва (порт. Adriano Pereira da Silva; 3 апреля 1982, Салвадор, Баия, Бразилия) — бразильский футболист, защитник.
Дебютировал в чемпионате Франции 22 сентября 2007 года в матче 9-го тура против «Валансьена». Всего в сезоне 2007/08 он провёл 24 матча.
22 февраля 2009 года в матче 25-го тура чемпионата против «Лилля» Адриано забил свой первый гол за «монегасков». На 5-й добавленной минуте второго тайма он поразил ворота Грегори Малики, однако это был лишь гол престижа, так как «Монако» проиграл 1:2.